# Metralla
|  | Per a altres significats, vegeu «Metralla (desambiguació)». |

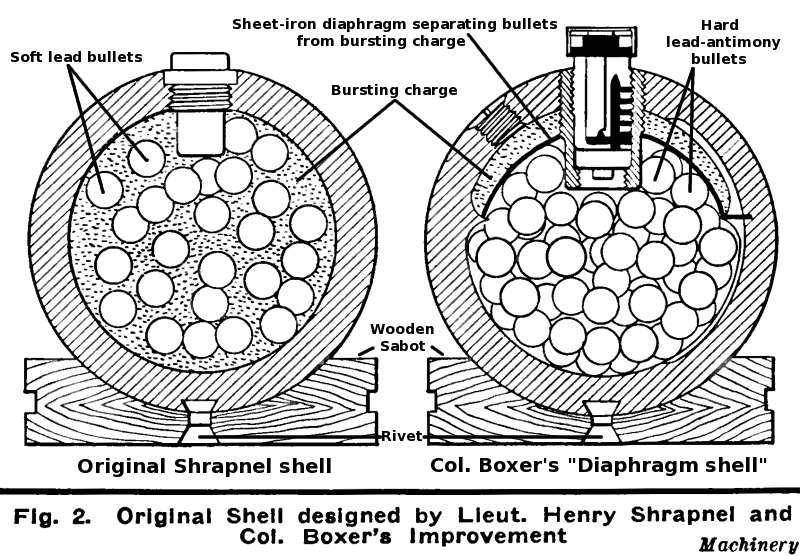
El disseny original de 1803 (esquerra) i un millor disseny de Boxer de 1852 (dreta)

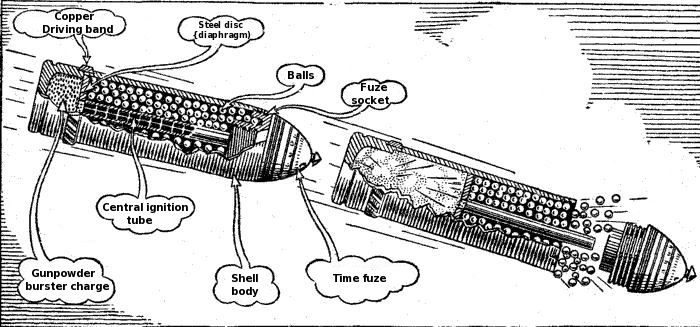
Primera Guerra Mundial, metralla de ruptura

La metralla  són els fragments de qualsevol projectil (cal no confondre-ho amb fragments d'explosius convencionals). En 1784 el tinent d'artilleria anglès Henry Shrapnel va idear un mètode per provocar-la. Al principi l'invent consistia en una esfera metàl·lica que contenia una petita quantitat d'explosiu, petits balins de plom (als que es va anomenar Shrapnel) i una metxa perquè explotés en l'aire sobre les tropes enemigues. L'esfera va ser substituïda per projectils cilíndrics que van ser molt usats durant la Primera Guerra Mundial. L'eficàcia de la metralla impedia la constitució de grans formacions de batalla i va afavorir la guerra de trinxeres característica d'aquesta contesa. Els projectils de fragmentació (bombes, foc de morter i granades) van provar la seva eficàcia després d'aquesta guerra, de manera que el disseny primitiu es va deixar de fer servir.